# حميثرة

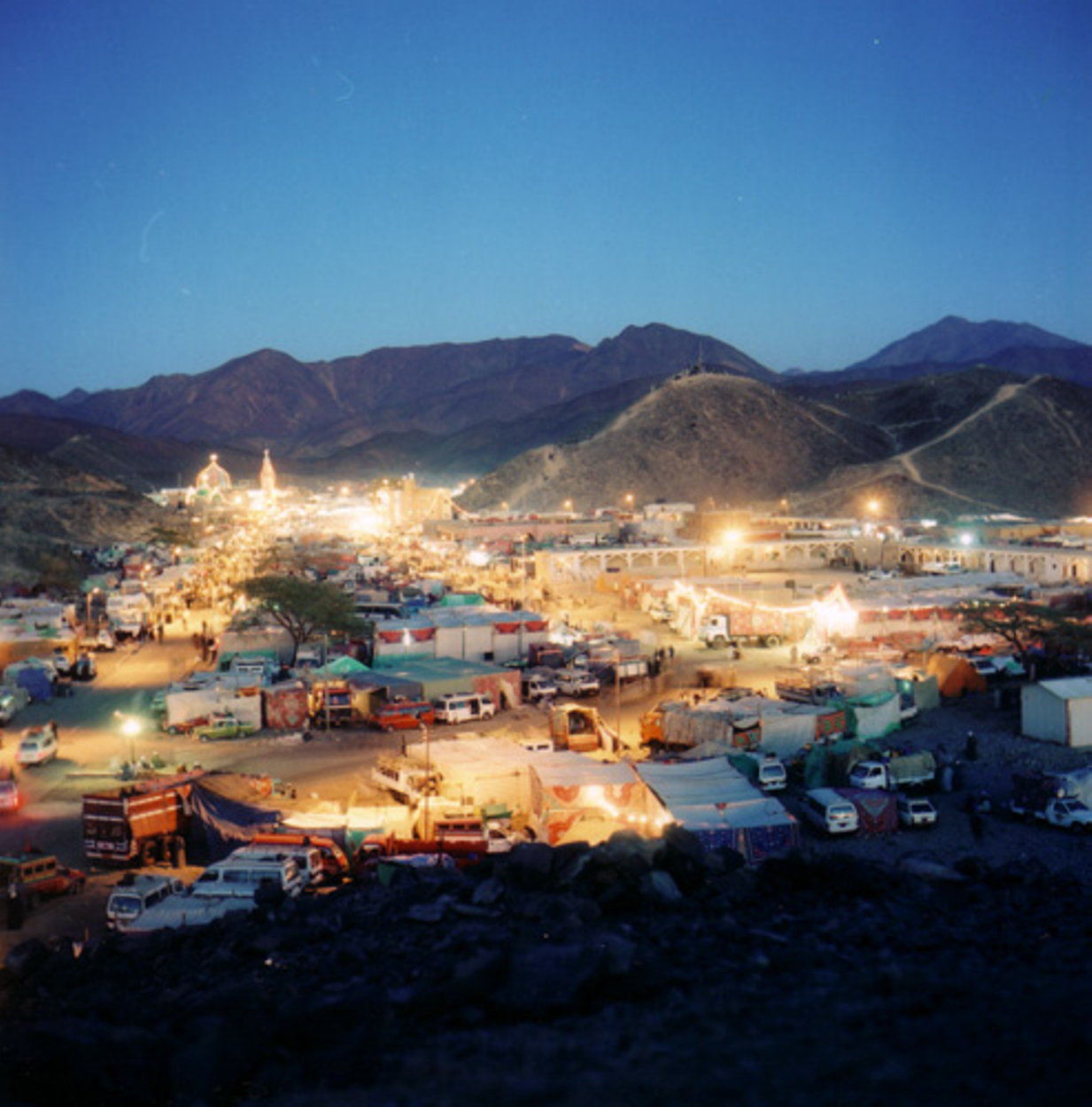
ضريح أبي الحسن الشاذلي بوادي حميثرة

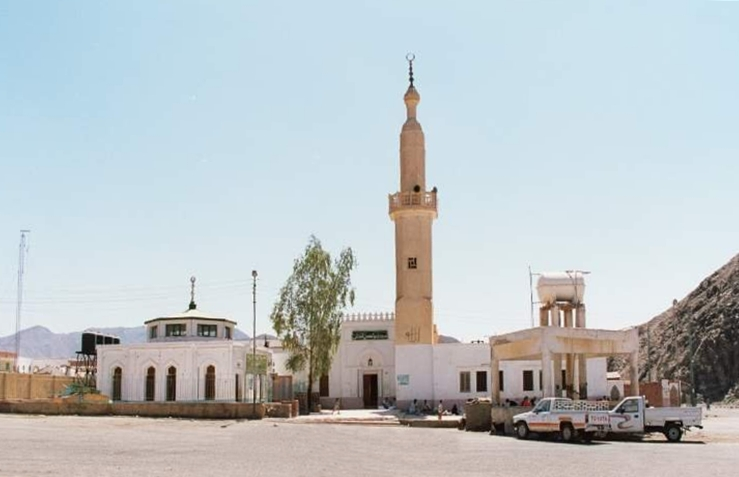
مسجد أبي الحسن الشاذلي

حُمَيْثِرَة وادي وجبل بصحراء عيذاب بمصر، به ضريح لـ«أبي الحسن الشاذلي»، يزوره مئات الآلاف من أهل صعيد مصر .

## المواصلات
يقع وادي حميثرة على طريق أسوان - برنيس، وينطلق منه شمالًا طريقٌ يخترق وادي الجمال ليتقاطع مع طريق إدفو-مرسى علم.

## أعلام
- أبو الحسن الشاذلي